# Loxophlebia vesparis
Loxophlebia vesparis là một loài bướm đêm thuộc phân họ Arctiinae, họ Erebidae.